# Schattenflotte
Als Schattenflotte, auch dunkle Flotte, werden Schiffe bezeichnet, die mit Verschleierungstaktiken betrieben werden, um sanktionierte oder verbotene Waren zu transportieren.

## Entwicklung
Schattenflotten sind eine direkte Reaktion auf internationale Sanktionen (Embargo) oder einseitige Wirtschaftssanktionen. Der Begriff bezieht sich im weiteren Sinne auf Praktiken der Sanktionsumgehung durch den Einsatz von Schiffen, die in betrügerischer Absicht nicht registriert werden. Zu den üblichen Waren, die importiert und exportiert werden, gehören Rohstoffe wie Öl, Gas, Stahl, Luxusgüter, Waffen und Verteidigungstechnologien.
Schattenflotten setzen verschiedene Techniken in komplexen Strukturen ein, um ihre Aktivitäten zu verschleiern oder glaubhaft zu machen, dass sie unauffindbar sind. Obwohl diese Techniken gut dokumentiert und bei allen Akteuren ähnlich sind, bereiten sie den Behörden Probleme bei der Durchsetzung der Sanktionen, da es an Koordination, Kooperation, Ressourcen und politischem Willen mangelt. Darüber hinaus operieren Schattenflotten in gesetzlichen Grauzonen, oft auf Hoher See außerhalb der Gerichtsbarkeit von Küstenstaaten, was Festnahmen und Beschlagnahmungen erschwert.
Seit dem Russischen Überfall auf die Ukraine (2022) ist die Rolle von Tankern, die russisches Öl für den Export schmuggeln, in den Blickpunkt gerückt. Dies hat zu wachsender Besorgnis über die geopolitischen Auswirkungen solcher Flotten, ihre Bedeutung für die Durchsetzung und Wirksamkeit von Sanktionen sowie die von ihnen ausgehenden Sicherheitsrisiken geführt. Da Schattenflotten betrügerische Praktiken anwenden und häufig aus älteren Schiffen bestehen, stellen sie „eine ernsthafte Bedrohung für die Sicherheit des Seeverkehrs und die Meeresumwelt dar“. Die Internationale Seeschifffahrts-Organisation (IMO) möchte mit der Unterzeichnung einer Resolution, in der der Begriff „dunkles“ Schiff zum ersten Mal im Oktober 2023 definiert wird, neue Möglichkeiten zur Strafverfolgung gegen solche Schiffe schaffen. Sie stellte fest, dass:

„Eine Flotte von 300 bis 600 Tankschiffen, die hauptsächlich aus älteren Schiffen bestand, von denen einige erst vor kurzem inspiziert worden waren, die mangelhaft gewartet wurden, deren Eigentumsverhältnisse unklar waren und die kaum versichert waren, wurde derzeit als ‚dunkle Flotte‘ oder ‚Schattenflotte‘ betrieben, um Sanktionen und hohe Versicherungskosten zu umgehen.“

## Praktiken/Techniken
Von den Betreibern von Schattenflotten werden verschiedene Techniken eingesetzt, um die Identität der Schiffe, ihre Ziel- und Ausgangspunkte zu verschleiern oder Handelsdokumente zu fälschen. Solche Techniken werden oft auf vielschichtige und komplexe Weise angewandt, was die Umsetzung erschwert und zusätzliche Compliance-Kosten sowie Risiken für private Unternehmen entlang der maritimen Lieferkette erzeugt. Häufig nutzen diese Praktiken rechtliche Lücken in den IMO-Registrierungs- und Übertragungsanforderungen, Versicherungsschlupflöcher und das Fehlen einer Zusammenarbeit zwischen geopolitischen Gegnern aus.

### Manipulation des Automatischen Identifikationssystems
Das Automatische Identifikationssystem (AIS) ist ein von der IMO vorgeschriebener Transponder an Bord aller registrierten Schiffe, der die Identität und den Standort von Schiffen überträgt. Diese Daten sind öffentlich zugänglich. Die Technologie ermöglicht die Verfolgung von Schiffen auf hoher See und dient zur Überwachung von Sanktionen. Dennoch wurden diese Regeln von Akteuren, die Sanktionen umgehen, ausgereizt.:248 Da das System auf freiwilliger Basis arbeitet, kann die Übertragung von AIS-Daten deaktiviert werden, sodass Schiffe „verschwinden“ können, wenn sie illegale oder unerlaubte Aktivitäten ausführen.
Sanktionsbehörden können solchen Praktiken entgegenwirken, indem sie AIS-Abschaltklauseln in Versicherungsverträgen vorschreiben. Außerdem können sie AIS-Abschaltungen mit Satellitenbildern oder künstlicher Intelligenz nachverfolgen, um verdächtige Schiffe zu identifizieren. Allerdings ermöglicht das System eine glaubhafte Abstreitbarkeit, da der Transponder beispielsweise aus Sicherheitsgründen oder aufgrund von Stromausfällen an Bord ausgeschaltet worden sein könnte.
Spoofing wurde von Branchenexperten als Mittel zur Bekämpfung der Piraterie verteidigt. Dabei werden z. B. großflächig Daten übertragen, um sensible Informationen zu verschleiern. Daher drängt die Industrie darauf, das Übertragungssystem weiterhin freiwillig und nicht verpflichtend zu halten, was die Durchsetzung von Sanktionen erschweren würde. AIS-Spoofing bezeichnet allgemein die absichtliche Manipulation von Schiffsstandort- oder Identifikationsdaten, um die illegale Aktivität eines „Schatten“-Schiffs zu verschleiern.
Ein Versagen der Übertragung oder ein fehlerhaftes AIS kann schwerwiegende Folgen haben und die Sicherheit auf See verringern.

### Schiff-zu-Schiff-Verladung
Schiff-zu-Schiff-Verladungen beziehen sich auf den Einsatz von Zwischenhändlerschiffen, um Waren an Land zu bringen. Dies ermöglicht es Schattenflotten, auf hoher See zu bleiben, einer Entdeckung und Beschlagnahmung durch Küstenbehörden zu entgehen und ihre Ladung zu schmuggeln.
Bunkern bezeichnet das Betanken von Schiffen auf See durch einen Zwischentanker. Dadurch können illegale Schiffe über längere Zeiträume auf hoher See bleiben und einer Entdeckung entgehen.
Beide Praktiken sind legal, aber in den Hoheitsgewässern von Küstenstaaten reguliert. Der Einsatz solcher Strategien auf hoher See befindet sich in einer rechtlichen Grauzone und ist schwer zu erkennen, obwohl sanktionierte Akteure oft von solchen Verladungen ausgeschlossen sind.
In einem Bericht aus dem Jahr 2013 stellte die Internationale Seeschifffahrts-Organisation fest, dass solche Praktiken erhebliche Risiken für die Handelsschifffahrt, die Sicherheit und den Umweltschutz darstellen:

“ship-to-ship transfers in the high seas were high risk activities that undermined the international regime with respect to maritime safety, environmental protection and liability and compensation needed to be urgently addressed”

„Schiff-zu-Schiff-Transfers auf hoher See sind Hochrisikoaktivitäten, die die internationale Ordnung in Bezug auf maritime Sicherheit, Umweltschutz sowie Haftung und Entschädigung untergraben und dringend angegangen werden müssen.“

### Registrierung und Identitätsverschleierung
Die Identitätsverschleierung von Schiffen stellt eine neue und ausgefeiltere Methode dar, die von mehreren nordkoreanischen Schiffen und vermutlich auch von Schiffen anderer sanktionierter Staaten genutzt wird. Im Gegensatz zur herkömmlichen Identitätsmanipulation, die physische, digitale und registrierte Identitäten verwischt, nutzt die Identitätsverschleierung Schwachstellen im IMO-Nummerierungssystem, um eine völlig neue Scheinidentität zu schaffen. Direkte Identitätsverschleierung bezieht sich auf die Schaffung einer neuen legitimen Schiffsidentität, indem ein sanktioniertes Schiff unter einer neuen sauberen Identität registriert wird. Indirekte Identitätsverschleierung bedeutet, dass ein zweites „sauberes“ Schiff seine Identität an das sanktionierte Schiff „verleiht“.
Diese Techniken sind aufgrund mehrerer Faktoren effektiv. Erstens ermöglichen sie glaubhafte Abstreitbarkeit für involvierte Unternehmen, was die Sorgfaltspflicht privater Akteure verringert. Zweitens nutzen sie Schwächen im IMO-Registrierungsprozess aus, der keine persönliche Überprüfung einer neuen Schiffsidentität erfordert. Drittens profitieren sie von der unzureichenden Sicherheit der AIS- und MMSI-Nummerierungssysteme.
Die Identitätsverschleierung ist oft mit häufigen Flaggenwechseln verbunden, um die Herkunft eines Schiffes zu verschleiern. Ein Bericht des US-Finanzministeriums ergab, dass von sechs Schiffen, die an Sanktionsumgehungen beteiligt waren, drei unter der Flagge von Kamerun, eines unter der von Liberia und zwei unter der von Russland fuhren. Inzwischen sind diese Schiffe nicht mehr unter ihren ursprünglichen Flaggen registriert, sondern sechs von sieben nutzen nun die Flagge von Kamerun, während eines zur Flagge von Tansania wechselte.

### Finanzen
Sobald Schattenflotten eine Lieferung durchgeführt haben, stellt sich die Frage, wie diese vergütet wird. Viele sanktionierte Akteure stehen vor der Herausforderung, Zahlungen tatsächlich zu erhalten. US- und EU-Sanktionen können den Zugang zum internationalen Bankensystem (SWIFT) erheblich einschränken und den Handel mit Dollar und Euro, den beiden Hauptwährungen des internationalen Handels, erschweren. Sanktionierte Staaten und ihre Handelspartner müssen daher Wege finden, um die finanziellen Auswirkungen eines Sanktionsregimes zu umgehen. Das Funktionieren einer Schattenflotte hängt also von einem komplexen Netzwerk landgestützter Strategien ab. Schattenflotten sind daher oft eng mit illegalen Aktivitäten außerhalb des maritimen Sektors, wie Finanz- und Verwaltungsbetrug, verflochten.
Im Fall von Nordkorea weist Stanton darauf hin, dass „lange bevor nordkoreanische Schiffe mitten in der Nacht Schiff-zu-Schiff-Verladungen durchführen, landgestützte Akteure enorme Anstrengungen unternehmen, um anonyme Briefkastenfirmen zu gründen, Finanz- und Eigentumsnachweise zu fälschen und Zollbeamte zu bestechen“.
Gängige Methoden zur Umgehung finanzieller Sanktionen, die für die Vergütung sanktionierter Waren eingesetzt werden können – zumindest im Fall des Iran –, umfassen:

#### Briefkastenfirmen
Sanktionierte Akteure können Briefkastenfirmen in nicht-sanktionierten Ländern gründen, über die dann Geschäfte mit dem Rest der Welt im Namen des sanktionierten Landes abgewickelt werden. Für Handelspartner ist auf den ersten Blick oft nicht ersichtlich, dass sie mit einer sanktionierten Organisation Geschäfte machen. Sobald Verbindungen zum sanktionierten Land aufgedeckt werden, unterliegt die Briefkastenfirma häufig sekundären Sanktionen. Solche Unternehmen werden daher in Ländern gegründet, in denen die Sanktionsüberwachung gering ist oder in denen die politischen Eliten Sanktionen grundsätzlich ablehnen.

#### Nutzung lokaler Währungen und Kryptowährungen
Ein sanktionierter Akteur könnte sich mit der lokalen Währung des Landes, in das er Waren liefert, bezahlen lassen. Allerdings sind diese Währungen auf internationalen Märkten oft weniger nützlich als beispielsweise der US-Dollar. Dennoch können sie für Einkäufe innerhalb dieses Landes verwendet werden. Geldtransfers können über nicht-westliche Finanzsysteme abgewickelt werden, etwa das SEPAM-System im Iran, SPFS in Russland oder das CIPS in China als Alternativen zu SWIFT. Die relative Anonymität von Kryptowährungen bietet eine weitere Möglichkeit zur Umgehung finanzieller Sanktionen.

#### Wechselstuben
Wechselstuben ermöglichen es, eine „schwache“ lokale Währung in eine stabile Währung umzuwandeln. Sie können zudem als inoffizielle Bankfilialen fungieren, indem eine Person in einer Wechselstube einen bestimmten Betrag einzahlt, während eine andere Person an einem anderen Standort den entsprechenden Betrag in einer stabilen Währung erhält. Auch hier ist eine geringe behördliche Kontrolle entscheidend für das Funktionieren dieser Praxis.

#### Tauschhandel
Tauschhandel bezeichnet den direkten Austausch von Waren ohne den Einsatz von Geld. Dadurch können Exporte nicht-monetär vergütet werden. Diese Form des Handels kann sowohl speziell angeforderte Güter als auch Konsumprodukte oder allgemein wertbeständige Waren wie Gold umfassen.

## Flaggenstaaten

### Billigflaggen und bekannte offene Seegister
Billigflaggen sind Seeflaggen von Staaten, die nur minimale oder gar keine Anforderungen an die Nationalität von Schiffseignern und Betreibern stellen. Solche Register werden von etwa vierzig Staaten weltweit verwaltet und stehen im Verdacht, Profit über Sicherheit, Umweltschutz und die Einhaltung internationaler Vorschriften zu stellen. Schiffe unter diesen Flaggen sind oft in irreführende Vorgänge verwickelt, darunter auch das ständige Wechseln der Flagge („Flag-Hopping“).
Zu den bekanntesten offenen Registern, die möglicherweise in die Umgehung von Sanktionen verwickelt sind, gehören Panama, Liberia und die Marshallinseln. Panama, dessen Schiffsregister bis ins Jahr 1916 zurückreicht, ist eines der weltweit größten. Es wurde mit Sanktionsumgehungen im Zusammenhang mit russischem, iranischem und venezolanischem Öl in Verbindung gebracht. Liberia, historisch eng mit den USA verbunden, entwickelte sich rasch zu einer Alternative zu Panama. Aufgrund verschärfter Sanktionen durch die USA ist jedoch ein Rückgang von unter liberianischer Flagge fahrenden Schiffen, insbesondere aus der sogenannten „dunklen Flotte“ Russlands, zu beobachten. Die Marshallinseln betreiben ihr Schiffsregister durch ein privat geführtes Dienstleistungsunternehmen aus den USA. Sie verzeichnen ebenfalls einen Rückgang an registrierten Öltankern aufgrund verstärkter US-Sanktionen.
Weitere Flaggenstaaten, die in Bezug auf Sanktionsumgehungen untersucht werden, umfassen Fidschi und Kambodscha. Vor seiner Schließung im Jahr 2002 war das kambodschanische Seeregister in eine Vielzahl illegaler Aktivitäten verwickelt, darunter Schmuggel und Menschenhandel. Kambodscha behauptete, seinen Vertrag mit dem Management der Schiffsregistrierung gekündigt und das Billigflaggengeschäft eingestellt zu haben. Berichte aus dem Jahr 2020 deuten jedoch darauf hin, dass nordkoreanische Schiffe immer noch kambodschanische Flaggen manipulieren, um Sanktionen zu umgehen. Trotz fehlendem Meerzugang hat sich die Mongolei als Billigflaggenstaat etabliert und zieht aufgrund lockerer Regulierung und schneller Registrierungsprozesse sanktionierte Staaten an.

### Charakteristika und Strategien
Die Umgehung von Sanktionen durch Billigflaggen wird durch strukturelle Merkmale der Registerstaaten sowie durch strategische Manöver sanktionierter Akteure begünstigt. Offene Register, meist kleine Staaten mit begrenzten Ressourcen, haben oft nicht die finanziellen Anreize, um wirksame Regulierungsmechanismen zu implementieren. Durch die Nutzung ihrer Hoheitsgewalt über das Flaggen- und Registrierungsverfahren priorisieren sie Einnahmen gegenüber der Einhaltung internationaler Vorschriften.
Durch die Möglichkeit anonymer Online-Schiffsregistrierungen oder die Beauftragung privater Register erschweren offene Register internationale Ermittlungsbemühungen und sind anfälliger für Einflussnahmen durch sanktionierte Akteure.
Sanktionsumgeher wählen diese Register gezielt aus, da sie eine geringere Entdeckungsrate und kostensparende Maßnahmen bieten, wodurch sie gezielt Schwächen in den Durchsetzungsmechanismen ausnutzen. Die Möglichkeit, von minimalen Registrierungs- und Verwaltungsgebühren sowie geringen Tonnagesteuern in offenen Registern zu profitieren, macht diese Praxis besonders wirtschaftlich für sanktionierte Staaten.

### Auswirkungen der Flaggenpraxis
Die Praxis der offenen Register kann erhebliche Konsequenzen haben. Die Reputation von Flaggenstaaten kann darunter leiden, was wirtschaftliche Folgen wie Handelsverbote nach sich ziehen kann. Zudem erschwert der Mangel an Transparenz und Verantwortlichkeit in der Schiffsregistrierung die Durchsetzung von Vorschriften und die Haftung bei Unfällen oder Umweltkatastrophen.

## Nordkorea

### Kontext
Das Auftauchen der „Schattenflotten“ Nordkoreas ist eine direkte Reaktion auf die multilateralen umfassenden Sanktionen, die nach den nuklearen ballistischen Raketentests seit 2016 gegen das Regime verhängt wurden. Durch immer ausgefeiltere Sanktionsumgehungspraktiken im maritimen Bereich hat die Demokratische Volksrepublik Korea versucht, die Einfuhr von Grund- und Rohstoffen, Hilfsgütern und Luxusgütern aufrechtzuerhalten, aber auch ihr Regime durch den Export von Eisenerz, Kohle oder Textilien zu finanzieren. Die Schattenflotten ermöglichen es Nordkorea auch, seine Proliferationsaktivitäten durch den Verkauf von Waffen fortzusetzen und sich angeblich am illegalen Drogenhandel zu beteiligen.

#### Maritime Sanktionen
Sanktionspraktiken sind eine direkte Reaktion auf internationale Sanktionen. Das Sanktionsregime gegen Nordkorea ist heute sehr breit und umfassend, wird aber erst seit kurzem angewandt, als allgemein angenommen. In der Zeit nach dem Kalten Krieg reagierte die internationale Gemeinschaft nach der nordkoreanischen Hungersnot 1994 mit Offenheit gegenüber dem Kim-Regime, obwohl es nach dem Zusammenbruch der UdSSR und dem Tod von Kim Il-Sung 1994 Anzeichen für eine Zunahme der illegalen Aktivitäten Nordkoreas und nuklearen Proliferation gab. Das Vereinbarte Rahmenabkommen, das unter der Clinton-Administration unterzeichnet wurde, führte zu einer kurzzeitigen Lockerung der Sanktionen, da sich die Demokratische Volksrepublik Korea (DVRK) verpflichtete, ihr Atomprogramm aufzugeben.
Die UN-Sanktionen wurden aufgrund der Raketentests und militärischen Provokationen durch das Kim-Regime verhängt. Sanktionen wurden auch aus Gründen der Menschenrechte verhängt. Das Sanktionssystem wurde als „Flickwerk“ kritisiert, das „opportunistisch eingesetzt wird, wenn Nordkoreas Provokationen politischen Willen wecken“, das aber durch mangelndes Interesse oder fehlende Kapazitäten, die volle Macht des Gesetzes zu nutzen, in Frage gestellt wird.
- Die Resolution 1718 des UN-Sicherheitsrates war das erste große Sanktionspaket gegen Nordkorea. Es richtete sich gegen Massenvernichtungswaffen, Proliferation von Kernwaffen und Vermögenswerte, die zu diesem Zweck verwendet werden – was theoretisch auch Schmuggelschiffe für Kohle, Öl, Waffen und Luxusgüter einschließt, die zur Unterstützung des Regimes eingesetzt werden. Außerdem wurde ein Überwachungsausschuss („1718-Ausschuss“) eingesetzt.[31]
- Sie konzentrierte sich auf umfassende und gezielte Finanzsanktionen und forderte die Mitgliedstaaten auf, „unverzüglich die Gelder, sonstigen finanziellen Vermögenswerte und wirtschaftlichen Ressourcen einzufrieren, die sich in ihrem Hoheitsgebiet befinden und die sich im Besitz oder unter der direkten oder indirekten Kontrolle der bezeichneten Personen oder Organisationen befinden“.[32]

Nach einer Ruhephase zwischen 2006 und 2015, die vor allem auf die chinesische und russische Zurückhaltung zurückzuführen war, trat ab 2015 im Anschluss an US-unilaterale Sanktionen ein umfassenderes und strengeres UN-Sanktionsregime in Kraft. Dieses „anspruchsvollste und umfassendste“ Regime umfasste eine Welle von Sanktionen – vor allem umfassende wirtschaftliche – zwischen 2016 und 2019. Einige enthielten spezifische Empfehlungen zur Durchsetzung im maritimen Bereich:
- Resolution 2270 des UN-Sicherheitsrates, die jeglichen Verkauf oder Transfer von Kohle, Eisen und Eisenerz verbietet. Sie enthält eine Klausel für die Inspektion aller durchlaufenden Fracht nach und aus Nordkorea, ein Verbot des gesamten Waffenhandels, zusätzliche Beschränkungen für die Einfuhr von Luxusgütern und die Ausweisung von Diplomaten, die illegaler Aktivitäten verdächtigt werden.[33]
- In der Resolution 2321 des UN-Sicherheitsrates heißt es, dass es „allen Mitgliedstaaten untersagt ist, Schiffe oder Flugzeuge unter ihrer Flagge zu leasen oder zu chartern oder Besatzungsdienste für die DVRK, die benannten Dienste oder Einrichtungen oder für Personen oder Einrichtungen zu erbringen“, die an der Verletzung von Sanktionen beteiligt waren. Sie enthält auch strengere Empfehlungen für die Abmeldung von Schiffen, die in Sanktionsverstöße verwickelt sind. Darüber hinaus wird der Besitz, das Leasen, der Betrieb, das Chartern oder die Erbringung von Dienstleistungen im Bereich der Schiffsklassifizierung, -zertifizierung oder damit zusammenhängender Dienstleistungen sowie die Versicherung oder Rückversicherung von Schiffen, die unter der Flagge der DVRK fahren, sich in ihrem Besitz befinden, von ihr kontrolliert werden oder von ihr betrieben werden, verboten. Damit wurden die Mechanismen zur Durchsetzung der Sanktionen auf die gesamte maritime Lieferkette ausgeweitet.[34]
- Resolution 2375 des UN-Sicherheitsrates fügte Quoten für Öl hinzu und erlaubte sowohl die Durchsuchung verdächtiger Schiffe als auch deren Beschlagnahmung und Überführung in einen Hafen zur Inspektion. Es wurde ein Verfahren für die „Benennung von Schiffen“ geschaffen, das es ermöglicht, Schiffen, die im Rahmen früherer Resolutionen sanktionierte Güter transportieren, die Einfahrt in den Hafen zu verweigern.[35] Es wurde auch ein besonderes Augenmerk auf Praktiken gelegt, die eine Umgehung der Sanktionen ermöglichen: Es wurde auf die „Erleichterung oder Beteiligung am Schiff-zu-Schiff-Transfer von Waren oder Gegenständen, die von der DVRK geliefert, verkauft oder weitergegeben werden, an oder von Schiffen unter DVRK-Flagge“ hingewiesen.[36][30][37]
- Resolution 2397 des UN-Sicherheitsrates fordert die Mitgliedsstaaten auf, alle Schiffe zu deregistrieren, die der DVRK gehören oder von ihr betrieben werden oder bei denen sie „vernünftige Gründe“ für die Annahme haben, dass sie am Transport von sanktionierten Gütern beteiligt sind.[38]

Das Sanktionssystem gegen Nordkorea ist einzigartig in seiner Breite und der Tatsache, dass es vom Sicherheitsrat der Vereinten Nationen geleitet wird. Die DVRK unterliegt auch unilateralen Sanktionen und Sanktionen anderer supranationaler Gremien wie der Europäischen Union.

#### 2024 Entwicklungen
Im April 2024 legte Russland Veto gegen die Erneuerung des Expertengremiums für die Umsetzung der Sanktionen gegen Nordkorea ein, das den Ausschuss 1718 unterstützen soll. Darin wird hervorgehoben, dass das Sanktionsregime gegen Nordkorea – trotz der in den letzten Jahren erzielten Fortschritte bei der Durchsetzung der Sanktionen – von einer Einigung zwischen den fünf ständigen Mitgliedern des Sicherheitsrates der Vereinten Nationen abhängig ist. Ohne die Zustimmung und Unterstützung Chinas und Russlands sind die Bemühungen um eine koordinierte Überwachung und Durchsetzung der Sanktionen gegen Nordkorea zum Scheitern verurteilt. Dies geschieht zu einem Zeitpunkt, an dem Behauptungen auftauchen, dass Nordkorea im Zusammenhang mit der Invasion in der Ukraine Munition an Russland liefert.

### Kritische Implikationen

#### Sanktionsarchitektur und Kritikpunkte
Als Instrument der Außenpolitik zielen Sanktionen darauf ab, ein Mitglied der internationalen Gemeinschaft zu zwingen, Forderungen zu erfüllen. Aus der Perspektive der Politikgestaltung hängt die Wirksamkeit von Sanktionen davon ab, wie sie zur Erreichung der erklärten Ziele beitragen. Bei der Beurteilung der Wirksamkeit von Sanktionen muss zwischen Zwischen- und Endzielen unterschieden werden: Zwischenziele entsprechen der Zufügung von (wirtschaftlichem) Schaden, in der Hoffnung, größere langfristige Ziele zu erreichen. So sind Wirtschaftssanktionen mit politischen und wirtschaftlichen Rahmenbedingungen abzugleichen.
Im Fall von Nordkorea zielten die Sanktionen in erster Linie darauf ab, das Regime zur Aufgabe seines Nuklearprogrammes, zur Einhaltung der Menschenrechte und im weiteren Sinne zum demokratischen Regimewechsel zu zwingen. In seinem Buch „The Root of All Evil“ argumentiert Stanton, dass die Sanktionen gegen Nordkorea nicht wirksam waren, da sie nicht zu einem Regimewechsel geführt haben. Stattdessen haben sie zur Konsolidierung eines Systems geführt, in dem Lebensmittel und Geld von einer kleinen Elite monopolisiert werden. Er argumentiert, dass jede Krise, die von Nordkorea ausgeht – einschließlich der Sanktionen gegen die Verbreitung von Atomwaffen oder den weltweiten Waffenhandel, aber auch die Sanktionen gegen die Entwicklungshilfe – „untrennbar mit seiner Kleptokratie und Korruption verbunden ist“. Einerseits trägt die mangelnde Durchsetzung von Sanktionen auf See zu diesem Versagen bei. Andererseits haben Wissenschaftler kritisiert, dass der Schwerpunkt auf der Durchsetzung von Sanktionen auf See liegt und nicht auf dem umfassenderen Einsatz von finanziellen Instrumenten, die auf Personen und Unternehmen abzielen, die das nordkoreanische Regime unterstützen.
Das Bottom-up-Konzept der nordkoreanischen Sanktionen, das darauf abzielt, durch wirtschaftliche Härten politischen Druck für einen Regimewechsel von innen zu erzeugen, wurde aus humanitären Gründen kritisiert. Der eher umfassende als gezielte Ansatz des Sanktionssystems (insbesondere im Finanzsektor) wurde wegen seiner Ineffizienz und seinen humanitären Auswirkungen kritisiert, da das „sanction busting“ die Aufrechterhaltung einer reichen und loyalen Elite ermöglicht, während die Bevölkerung die Kosten für weitreichende Verbote von Handelsgütern trägt.

#### Rechtliche Debatten und Anti-Proliferationsmaßnahmen
Das System der Sanktionsregelungen im maritimen Bereich wurde als Erklärung für das Scheitern der Ziele angeführt.
Die Nichtverbreitung ist ein zentraler Schwerpunkt der Sanktionsarchitektur, der den politischen Willen für Durchsetzungsbemühungen fördert. Dieser Schwerpunkt kann jedoch andere maritime – aber auch diplomatische – Belange in den Hintergrund drängen, was die Wirksamkeit der Durchsetzung untergraben kann.
Die Proliferation Security Initiative (PSI) ist ein herausragendes Beispiel für Bemühungen, die auf ein Verbot auf See und die Durchsetzung von Maßnahmen gegen das nordkoreanische Regime abzielen. Dieses internationale Kooperationsprogramm zielt darauf ab, den Handel mit Massenvernichtungswaffen einzudämmen. Obwohl die PSI außerhalb des UN-Systems ins Leben gerufen wurde, führte sie zur Verabschiedung einer Erklärung zu den Verbotsgrundsätzen, die vom Sicherheitsrat der Vereinten Nationen mit der Resolution 1540 angenommen wurde. Die empfohlenen Maßnahmen bleiben jedoch unverbindlich, da die PSI in erster Linie ein Koordinierungs- und Kooperationsabkommen ist. Trotz des weitreichenden und strengen Ansatzes, für den man sich einsetzt, führen die Bestimmungen zur Durchsetzung der Vorschriften auf See zu Spannungen mit dem UN-Seerechtsübereinkommen (SRÜ). Die Durchsetzung erfordert das Anhalten und Durchsuchen von Schiffen in internationalen Gewässern, was der Norm des Mare Liberum (Freiheit der Meere) und dem im SRÜ verankerten Recht der Flaggenstaaten, ihre Zustimmung zu Durchsuchungen zu erteilen oder zurückzuziehen, widerspricht.
Die Anwendung des PSI auf Nordkorea wurde durch IMO-Protokolle, internationale Verträge und Resolutionen des UN-Sicherheitsrats zu Sanktionen legitimiert, wodurch es seit 2016 wesentlich besser durchsetzbar ist. Die Regel der Zustimmung des Flaggenstaats erschwert jedoch nach wie vor die Durchsetzung, da nordkoreanische Schiffe unter Billigflaggen registriert sind. Der Text der UN-Sicherheitsratsresolutionen zu Nordkorea macht dieses rechtliche Spannungsverhältnis deutlich:

“12. Affirms that paragraphs 7, 8 and 9 apply only with respect to the situation in the DPRK and shall not affect the rights, obligations, or responsibilities of Member States under international law, including any rights or obligations under the United Nations Convention on the Law of the Sea of 10 December 1982, with respect to any other situation and underscores in particular that this resolution shall not be considered as establishing customary international law”

„12. bekräftigt, dass die Ziffern 7, 8 und 9 nur für die Lage in der Demokratischen Volksrepublik Korea gelten und die Rechte, Pflichten und Verantwortlichkeiten der Mitgliedstaaten nach dem Völkerrecht, einschließlich der Rechte und Pflichten nach dem Seerechtsübereinkommen der Vereinten Nationen vom 10. Dezember 1982, in Bezug auf jede andere Lage unberührt lassen, und betont insbesondere, dass diese Resolution nicht als Begründung von Völkergewohnheitsrecht angesehen werden darf“

Der Fall So San veranschaulicht die Komplexität der Durchsetzung. Trotz der Entdeckung von Scud-Raketen an Bord eines Schiffes, das für den Jemen bestimmt war, führten rechtliche Unklarheiten zur Freigabe des Schiffes durch die US-amerikanischen und spanischen Behörden, was die Herausforderungen und Grenzen der Durchsetzung von Sanktionen auf See deutlich macht.
Wissenschaftler wie James Kraska betonen jedoch, dass trotz der aktuellen Probleme „der Rechtsweg das beste verfügbare, wenn auch unvollkommene Instrument ist, um Nordkoreas maritimer Verbreitung von Atomwaffen und -technologie entgegenzuwirken“.

### Vorfälle
Die Praktiken der nordkoreanischen „Schattenflotten“ kombinieren stets verschiedene Strategien wie AIS, Spoofing oder Datenmanipulation, die Verwendung von Billigflaggen oder die Manipulation der Schiffsidentität. Die Techniken nehmen in „Umfang, Reichweite und Raffinesse“ mit den Durchsetzungsbemühungen zu. Das umfassende Design der Sanktionen und die mangelnde Aufmerksamkeit für die Durchsetzung gegenüber Partnern aus dem Privatsektor stellen eine große Herausforderung für den Erfolg der Sanktionen dar.
Im Mai 2024 stehen 59 Schiffe auf der Liste der vom Ausschuss 1718 benannten Schiffe.
Es gibt nur wenige öffentliche Aufzeichnungen über erfolgreiche Strafverfolgung gegen nordkoreanische „Schattenschiffe“, obwohl einige Fälle gut dokumentiert sind.
- Der Wise Honest-Vorfall: Dieses Frachtschiff wurde von Indonesien im Auftrag der Vereinigten Staaten beschlagnahmt. Es hatte seinen AIS-Transponder deaktiviert und war ohne Flagge unterwegs, um schwere Maschinen und Kohle zu transportieren. Die Stilllegung des Schiffes signalisierte die Bereitschaft zur Durchsetzung von Sanktionen, hatte aber ohne zusätzliche Beschlagnahmungen keine nennenswerten Auswirkungen. Der Fall erregte Aufmerksamkeit, weil US-Firmen an der unwissentlichen Finanzierung des Betriebs beteiligt waren.[51] Das Schiff wurde schließlich freigelassen und von den United States Marshals als Schrott verkauft und der Erlös an Opfer des Kim-Regimes gespendet.[52]
- Im Fall Chong Chon Gang ging es um einen nordkoreanischen Frachter, der kubanische Waffen unter Zucker versteckte. Dieser wurde im Juli 2013 von den panamaischen Behörden beschlagnahmt und erregte großes Medieninteresse. Zur Ladung gehörten 2 Jagdflugzeuge und russische Boden-Luft-Raketen. Während die Satellitenüberwachung in diesem Fall eine entscheidende Rolle spielte, wurden auch Fehler deutlich, wie die Unfähigkeit, die nordkoreanischen Proliferationsaktivitäten zu verfolgen.[53][54] Der Vorfall führte zu einem Bericht des Expertengremiums für Nordkorea-Sanktionen, der die Bedeutung der Zusammenarbeit und des Informationsaustauschs über den Modus Operandi von Sanktionsschiffen betonte.[50]
- Die Chinpo Shipping Company war ein von Singapur aus operierendes Unternehmen, das es der Chong Chon Gang ermöglichte zu operieren. Studien zeigen, dass Ocean Maritime Management (OMM), die wichtigste von der nordkoreanischen Regierung kontrollierte Schifffahrtsgesellschaft, Chinpo nutzte, um ihre Transaktionen zu verschleiern, indem sie einen ausgeklügelten – aber nicht unaufdeckbaren – Finanzbetrug nutzte, um sanktionierte Waren zu exportieren.[55] Das Unternehmen wurde 2016 zu einer Geldstrafe von 125.700 Dollar verurteilt, weil es den Versand sanktionierter Waren erleichtert hatte.[56]
- Die De Yi ist ein Frachtschiff, das im April 2024 von den südkoreanischen Behörden beschlagnahmt wurde. Das Schiff fuhr ohne Flagge und transportierte angeblich sanktionierte Güter auf dem Weg nach Russland. Südkorea hatte vor kurzem zwei andere Schiffe, die Angara und die Lady R, mit Sanktionen belegt, weil sie angeblich sanktionierte Güter zwischen Russland und Nordkorea transportierten.[57][58]

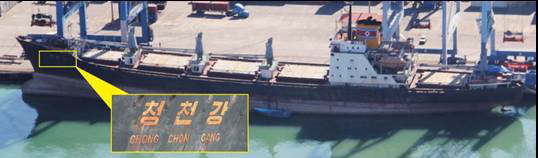
Chong Chon Gang (Vereinte Nationen)

Andere Schattenschiffe, die angeblich an der Umgehung von Sanktionen beteiligt waren, wurden von privaten Unternehmen oder Nachrichtenagenturen dokumentiert:
- Project Sandstone des britischen Think-Tanks für Verteidigung und Sicherheit Royal United Service Institute (RUSI) dokumentiert seit 2019 die illegalen Aktivitäten mehrerer Schiffe, die Öl, Kohle und andere sanktionierte Güter aus Nordkorea transportieren.[59]
- In ihrem Bericht „Unmasked“ dokumentiert die gemeinnützige Organisation C4ADS die komplexen Möglichkeiten der Schiffsidentitätswäsche und -manipulation, die von 11 Schiffen der DVRK unter Verwendung von AIS-Daten und Satellitenbildern genutzt werden. Der Bericht beschreibt detailliert den Fall der Kingsway, die vom UNSC wegen der Schiff-zu-Schiff-Verladung mit einem nordkoreanischen Tanker sanktioniert wurde, und den Fall der Subblic, die dem UN-Expertengremium zur Ausweisung empfohlen wurde.[6]
- NK Pro, die Analyse- und Forschungsressource der Internetzeitung NK News, verwendet Satellitenbilder und AIS-Daten, um den illegalen Handel Nordkoreas mit Russland vom Hafen von Rason (Rajin) aus und die Aktivitäten zweier Schiffe (Lady R und M/V Angara) zu dokumentieren, die angeblich Waffen liefern.[60] Es hat bereits früher dokumentiert, dass Schiffe Waren zum chinesischen Hafen Longkou transportieren.[61]

#### Handelspartner
Die Staaten und Privatunternehmen, die mit den nordkoreanischen „Schattenflotten“ Handel treiben, werden nicht oft untersucht oder erfasst, obwohl die chinesische Zusammenarbeit es der DVRK ermöglicht, sich an der Umgehung von Sanktionen sowohl auf der Grundlage von Hilfe als auch von Handel zu beteiligen. Die chinesische Verweigerung der Zusammenarbeit kann die internationalen Bemühungen untergraben, da Nordkorea in hohem Maße von diesem Land abhängig ist: 84 % des Außenhandels werden mit China abgewickelt. Chinesische Unternehmen und Behörden erleichtern den Betrieb nordkoreanischer Schattenflotten, indem sie Schiffe unter ihrer Flagge registrieren lassen, Schiffen auf der Schwarzen Liste erlauben, in ihren Häfen anzulegen und Handel zu treiben, oder eine Alternative zum Dollar für illegale Transaktionen anbieten. Es gibt auch Belege dafür, dass chinesische Unternehmen technologische Systeme an sanktionierte Länder verkaufen: zum Beispiel der ZTE-Fall in den USA (die strafrechtliche Verfolgung eines großen chinesischen Telekommunikationsunternehmens, das verdächtigt wurde, Software und Hardware in den Iran zu verkaufen und zu planen, diese auch nach Nordkorea zu exportieren).
Andere Partner sind häufig andere mit Sanktionen belegte Staaten oder (ehemalige) kommunistische Staaten, die für das Regime eine wichtige Quelle für Exporteinnahmen darstellen. Zu den Faktoren, die dazu beitragen, dass afrikanische Staaten Handelsbeziehungen mit Nordkorea unterhalten, gehören: historische und ideologische Verbindungen, der Bedarf an billigen Rüstungsgütern, geringe Kapazitäten für die Durchsetzung von Sanktionen, der Wunsch, den chinesischen Einfluss abzuschwächen, oder Anti-Kolonialismus und antiwestliche Rhetorik bezüglich der Unzulässigkeit von Sanktionen. Auch aus Kambodscha und Fidschi wurden Verbindungen zum Regime dokumentiert, insbesondere da es – manchmal unwissentlich – nordkoreanischen Schiffen Billigflaggen oder MMSI-Daten zur Verfügung stellt. Schließlich haben auch die in Malaysia ansässigen Unternehmen Glocom und Kay Marine als Fassade für den Waffenhandel des Landes gedient.

## Russland

### Kontext
Erdöl und Erdgas sind entscheidende Ressourcen für die russische Wirtschaft und ihre Bemühungen, ihre geopolitischen Ambitionen voranzutreiben. Um die russischen Einnahmen aus diesen Produkten zu verringern, hat die EU seit Februar 2022 17 Sanktionspakete eingeführt. Viele dieser Sanktionen zielten auf Schiffe ab, die mit Finanzinstitutionen verbunden sind; auf solche, die Russland helfen, Sanktionen zu umgehen; auf solche, die an den Operationen des russischen Verteidigungsministeriums beteiligt sind; und auf solche, die generell Russlands Kriegsführung unterstützen. Trotz der Sanktionen scheint Russlands Wirtschaft jedoch nur in begrenztem Maße gelitten zu haben. Genauer gesagt stiegen die jährlichen Öleinnahmen 2022 um 28 Prozent gegenüber 2021, wobei die Energieeinnahmen im September 2023 um 15 Prozent zunahmen. Im Oktober 2023 lag der Durchschnittspreis für russisches Öl statistisch gesehen bei über 80 US-Dollar, trotz der Preisobergrenze von 60 US-Dollar pro Barrel, und Russland hat einen bedeutenden Anstieg von Industriegütern, die für das Militär verwendet werden, beibehalten. Diese Faktoren haben es Russland wahrscheinlich ermöglicht, seine Verteidigungsausgaben von 3,9 auf 6 Prozent des BIP im Jahr 2024 zu erhöhen, und haben dafür gesorgt, dass Russland gerüstet und in der Lage ist, den Gegenoffensiven der Ukraine zu widerstehen.
Die westliche Strategie, Russlands Kriegsanstrengungen zu behindern, stützte sich zu einem großen Teil auf zwei verschiedene Embargos. Erstens wurde eine Preisobergrenze von 60 Dollar pro Barrel eingeführt, um die Öleinnahmen zu verringern. Die Cap-Koalition besteht aus den G7-Ländern, der EU und Australien. Diese Länder dürfen unter der Bedingung, dass der Preis für russisches Öl 60 Dollar pro Barrel nicht übersteigt, Dienstleistungen zur Unterstützung des russischen Ölverkaufs erbringen, einschließlich Transport, Versicherung und Handelsfinanzierung. Ziel ist es, russisches Öl auf dem Markt zu halten und gleichzeitig die russischen Einnahmen zu verringern, die den Kriegsanstrengungen zugute kämen. Das zweite Embargo der EU/G7-Länder hat russische Öleinfuhren verboten, wodurch Russland gezwungen war, neue Abnehmer für fast drei Viertel seiner Ölexporte zu finden, da Europa traditionell Russlands wichtigster Exportmarkt ist. Mehr als 80 Prozent der Exporte auf dem Seeweg gehen in europäische Gewässer, und Russland hat sich unter anderem an China und Indien gewandt, um seine Exporte abzuwickeln. Neben den Sanktionen gegen russische Ressourcen richtet sich ein drittes wichtiges Sanktionspaket gegen Technologieexporte, um Russland den Zugang zu Komponenten zu verwehren, die für seine Kriegswaffen verwendet werden können. Zu den untersuchten Technologien gehören Kugellager, elektrische Transformatoren, hochwertige Güter mit doppeltem Verwendungszweck wie integrierte Schaltkreise und Radiofrequenz-Transceivermodule. Damit versucht der Westen, aus der Tatsache Kapital zu schlagen, dass Russlands Militärproduktion auf ausländische Komponenten angewiesen ist. Denn der technologische Rückstand Russlands wird auf 15 Jahre gegenüber den USA und China geschätzt.

### Praktiken zur Umgehung von Ölsanktionen
Es gibt eine Reihe von Methoden, mit denen Russland Schattenflotten einsetzt, um die Sanktionen zu umgehen. Im Jahr 2023 haben kleine, unbekannte Handelsunternehmen, die noch nicht lange in der Branche tätig sind, begonnen, die großen Ölfirmen und Rohstoffhändler zu ersetzen, die sich an die internationalen Sanktionen halten. Diese kleinen Unternehmen exportieren einen Großteil des russischen Rohöls nach Asien und schließen dann schnell ihr Geschäft. Infolgedessen hat sich gezeigt, dass weniger als ein Viertel der derzeit eingesetzten Schiffe offiziell unter der Gerichtsbarkeit der G7 oder Norwegens fahren und daher die Obergrenze einhalten müssen, wobei die Zahl der Schiffe im Jahr 2024 auf etwa 1.400 geschätzt wird. Die russische Schattenflotte wurde auch aufgebaut aus schrottreifen Tankern aus Griechenland (127), Großbritannien (22), Deutschland (11) und Norwegen (8).
Viele der Schattentanker fahren unter der Flagge von Ländern wie Liberia, Palau, Gabun oder Kamerun, da diese Länder keine wichtigen Seeverkehrsübereinkommen angenommen haben oder nicht über die notwendigen Kapazitäten verfügen, um die Vorschriften für ihre Schiffe durchzusetzen. Außerdem ist die Herkunft vieler Tanker unbekannt, die russisches Rohöl transportieren. Die Strategie funktioniert so, dass die Ladung den Besitzer wechselt, bevor die Schiffe ihren Bestimmungsort erreichen, was ihre Verfolgung erschwert. Wenn jedoch festgestellt wird, dass einige Unternehmen oder Tanker gegen die Sanktionen verstoßen, werden ihre Firmen- und Tankernamen geändert. Oft wird auch der Bestimmungsort der Öltanker nicht bekannt gegeben, und nachdem sie chinesische Häfen, indische Häfen oder Häfen der VAE erreicht haben, wird das russische Öl auf andere Öltanker umgeladen, kommt auf dem Meer an und mischt sich unter den Weltmarkt. Die Türkei, Indien und die Vereinigten Arabischen Emirate haben viel russisches Öl importiert und in Form von Ölprodukten nach Europa exportiert, was die EU nicht einschränkt. Um das Risiko, entdeckt zu werden, weiter zu minimieren, senden viele russische Öltanker gefälschte Signale, um ihren Standort unkenntlich zu machen. Sie schalten auch ihre Ortungssysteme aus und vermeiden es, Informationen an die Küsten- und Flaggenstaatbehörden weiterzugeben. Die Reedereien verwenden auch gefälschte IMO-Nummern, was eine bequeme Strategie ist, da die Behörden selten viel Zeit auf die Untersuchung von IMO-Nummern verwenden. Dieser Modus Operandi erhöht den Absatz von russischem Rohöl und dessen Preis.
Ab 2025 weigerten sich Indien und China, Öl von sanktionierten Tankern anzunehmen.

#### Vorfälle
- Als Beispiel dafür, wie Russland seine Schattenflotte einsetzt, um Sanktionen zu umgehen, berichtet Lloyd's Intelligence, dass der Tanker Anatoly Kolodkin nach Ust-Luga fuhr, aber nachdem er auf die schwarze Liste gesetzt wurde, eine Kehrtwendung machte und sein Ziel als Noworossijsk angab.[70]
- Ein weiterer Vorfall ereignete sich am 3. April. Lloyd's Intelligence berichtete, dass ein sanktionierter Schattentanker, der offenbar keine Versicherung hatte und von Liberia entflaggt worden war, das Tanklager Ust-Luga in Richtung Ostsee durch die Meerenge zwischen Dänemark und Schweden verlassen hat. Danach setzte er seine Reise in Richtung Nordsee und Mittelmeer fort.[86]

#### Wichtige Akteure, die Russland unterstützen
Russland hat auch Partnerschaften oder Beziehungen zu Staaten aufgebaut, die seine Bemühungen, die Sanktionen zu umgehen, aktiv unterstützen. Ein Beispiel dafür sind die Vereinigten Arabischen Emirate, die es russischen Oligarchen ermöglicht haben, über ihre Häfen Geld zu waschen. Die VAE lehnten auch die Forderungen der USA ab, mehr Öl zu pumpen, um die russischen Öleinnahmen durch eine Senkung der weltweiten Ölpreise zu verringern. In den ersten vier Monaten des Jahres 2023 war von den 20 größten Händlern von russischem Rohöl fast die Hälfte in den VAE registriert. Russland hat die Hafenstadt Fudschaira ausgiebig genutzt, um den Handel fortzusetzen, und der Hafen hat seine Lagerbestände an russischem Öl von null im April 2022 auf 131.000 Barrel pro Tag im Dezember 2023 erhöht. Darüber hinaus hat Russland seine Exporte nach Asien, Afrika und Südamerika umgelenkt. Von besonderer Bedeutung war China, das sich dem EU-Embargo gegen russisches Rohöl auf dem Seeweg nicht angeschlossen hat. Auf China entfielen 40 Prozent der russischen Erdölverkäufe im Jahr 2021. Auch Indien war ein wichtiger Akteur. Das Land, das die gegen Russland verhängten Sanktionen nicht anerkennt, hat sich zum größten Abnehmer von russischem Rohöl auf dem Seeweg entwickelt. Nach Schätzungen von Reuters hat Indien in den ersten vier Monaten des Jahres 2023 10 Prozent der russischen Importe importiert.

### Praktiken zur Umgehung von Sanktionen für technologische Komponenten
Russland hat eine Kombination von Taktiken angewandt, um die Beschränkungen für seine Technologieimporte zu umgehen, darunter „die Umleitung kritischer Importe über Drittländer oder Umschlagplätze, die Verschleierung von Zolldaten und der Einsatz ziviler (Schein-)Firmen zur Umleitung von Gütern an Militärfirmen“ 98 Prozent seiner Komponenten erhält Russland über Drittländer, wobei die Strategie darin besteht, Zwischenhändler einzusetzen, die Transaktionen über Strohfirmen verschleiern und neutrale Häfen in Drittländern für den Empfang und die Verschiffung der Waren nutzen. Tatsächlich werden diese Waren in nicht sanktionierte Länder exportiert und anschließend ohne das Wissen oder die Zustimmung der Hersteller nach Russland reexportiert. So wurde beispielsweise festgestellt, dass Texas Instruments zwar 36 direkte Lieferungen nach Russland tätigte, aber fast 1.300 weitere Lieferungen über Zwischenhändler abgewickelt wurden. Zu den Einfuhrmöglichkeiten für Russland gehören Hongkong und chinesische Zwischenhändler, georgische Hafenanlagen, die baltischen Staaten, Kasachstan, die Vereinigten Arabischen Emirate, Nordkorea und Iran. Hongkong beispielsweise ist ein wichtiger Umschlaghafen und hat seine Ausfuhren von Halbleitern nach Russland im Jahr 2022 verdoppelt, so dass es nach China der zweitwichtigste Lieferant solcher Komponenten ist. Hongkong ist besonders nützlich, da es für die Ausfuhrkontrollbeamten schwierig ist, vor dem Versand oder nach dem Versand Kontrollen durchzuführen, und weil der Hafen ein riesiges Umschlagvolumen hat, das es zu einem der verkehrsreichsten Drehkreuze der Welt macht. Auch die Häfen Marokkos und der Türkei wurden für den Umschlag genutzt, und ihre Häfen nahmen häufig Waren aus der globalen Technologieproduktion auf, die dann auf andere Schiffe verladen wurden, die in Richtung Russland ausliefen. Diese Praxis wurde von Handelsbeamten unterstützt, die „Tipps gaben, in welchen Häfen Waren umgeladen wurden, wer mit Rubel handelte und wo Schiffe unter russischer Flagge repariert werden konnten“.
Neben der Umleitung von Lieferungen bedient sich Russland auch der Strategie, eine Lücke im Sanktionsregime auszunutzen. In diesem Zusammenhang kauft Russland unter dem Deckmantel des doppelten Verwendungszwecks ausländische Spitzenelektronik. Diese Waren werden angeblich für friedliche Projekte der Weltraumforschung und für zivile Zwecke verwendet, können aber auch für militärische Zwecke eingesetzt werden. Die Tatsache, dass viele dieser nichtmilitärischen technischen Produkte von den Sanktionen ausgenommen sind, ermöglicht es Russland, sie einzuführen und für militärische Zwecke zu nutzen.

### Schwierigkeiten bei der Durchsetzung der Sanktionen
Für die USA ist es schwierig, Russlands Kriegsanstrengungen in Frage zu stellen und zu behindern, da die westlichen Länder nach wie vor russisches Öl auf dem Markt benötigen, insbesondere angesichts der hohen Ölpreise, die aus den wachsenden Spannungen im Nahen Osten resultieren. Würde das russische Öl vollständig vom Markt genommen, würde der Ölpreis steigen und die Energiemärkte würden sich destabilisieren. Analysten haben gewarnt, dass die Rohölpreise in diesem Fall auf 200 Dollar pro Barrel steigen würden. Gleichzeitig haben Länder, die sowohl mit den USA befreundet als auch neutral sind (wie Brasilien oder die VAE), Anreize, Produkte an Russland zu verkaufen, da sie davon finanzielle Vorteile haben. Ein weiterer Grund ist, dass Entwicklungsländer wie Indien, Indonesien, Brasilien, die Türkei oder Nigeria versuchen, flexibel zu bleiben und Auseinandersetzungen und Verwicklungen zwischen Großmächten wie China, Russland und den USA zu vermeiden. Stattdessen versuchen diese Länder, Beziehungen zu China, Russland und den USA aufzubauen, um eine Art Versicherungspolice für den Fall zu bilden, dass diese Mächte in einen Krieg verwickelt werden.

### Russische Schattenflotte in dänischen Gewässern
Die dänischen Gewässer sind für den weltweiten Seehandel von großer Bedeutung, da sie als Verbindung zwischen der Ostsee und der Nordsee dienen. Aus diesem Grund werden die dänischen Gewässer in mehreren Berichten als Hauptumschlagplatz für die russische Schattenflotte genannt. Im Durchschnitt fahren täglich 2,9 russische Schattenschiffe durch diese Gewässer, und zwischen dem 1. Oktober und dem 8. November 2023 passierten mindestens 207 solcher Schiffe die dänischen Gewässer. Von Januar 2023 bis Mitte 2024 transportierte die russische Schattenflotte schätzungsweise Öl im Wert von mindestens 770 Mrd. DKK (ca. 103 Mrd. EUR) durch die dänischen Gewässer.
Die Navigation in dänischen Gewässern ist aufgrund der starken Strömungen und Winde, der engen und flachen Passagen und des starken täglichen Schiffsverkehrs besonders schwierig. Daher empfehlen dänische und internationale Richtlinien die Verwendung eines Seelotsen, um Schiffe sicher durch diese Gewässer zu steuern. Alle Schiffe mit einer Tiefe von mehr als 11 Metern werden vom dänischen Marinekommando kontaktiert, wenn das Schiff keinen Lotsen bestellt hat, und aufgefordert, einen zu bestellen. Das Marinekommando verfolgt auch, wie viele Schiffe sich weigern, einen Lotsen zu bestellen, und dieses Verhältnis ist von 1 zu 20 im Juli 2023 auf 1 zu 5 im Juli 2024 gestiegen. Wenn russische Schattenschiffe sich häufig weigern, Lotsen an Bord zu haben, erhöht dies das Risiko von Grundberührungen, Kollisionen und potenziell katastrophalen Ölverschmutzungen erheblich. Außerdem sind viele dieser Schiffe mit Besatzungen besetzt, die mit den dänischen Gewässern nicht vertraut sind, was die Wahrscheinlichkeit von Unfällen weiter erhöht.
In dänischen Gewässern ist es bereits zu Unfällen mit Beteiligung der russischen Schattenflotte gekommen. Ein bemerkenswertes Beispiel ist die Andromeda Star, die im März 2024 in der Nähe der Nordspitze Jütlands mit einem anderen Schiff zusammenstieß. Glücklicherweise befand sich die Andromeda Star auf dem Rückweg nach Russland und war zu diesem Zeitpunkt nicht mit Öl beladen. Diese Schiffe wurden auch von Maschinenausfällen heimgesucht. So erlitt beispielsweise die Canis Power im Mai 2023 in der Nähe der dänischen Insel Langeland einen Motorschaden. Die dänischen Behörden mussten das Schiff entern, während andere Öltanker knapp zwischen der Canis Power und der Küste hindurchfuhren und so einen potenziell gefährlichen Zwischenfall abwenden konnten. Die Canis Power hatte über 300 000 Barrel russisches Öl geladen, und bei einer kurz darauf durchgeführten Inspektion wurden 11 kritische Mängel festgestellt, darunter Probleme mit den Tanks, den Notfallsystemen und dem Feuerlöschsystem. Obwohl es bisher noch nicht zu einer größeren Katastrophe gekommen ist, warnen Analysten und dänische Seelotsen, dass dies nur eine Frage der Zeit ist. Die Kombination aus veralteten Schiffen in der Schattenflotte, unzureichendem Einsatz von Seelotsen und unzureichender Versicherung birgt die Gefahr von Kollisionen und Ölverschmutzungen. Ein solcher Vorfall könnte verheerende Folgen für die Umwelt und den internationalen Handel haben, der durch dänische Gewässer verläuft.
Dänische Verteidigungsexperten haben auch davor gewarnt, dass Russland Öltanker der Schattenflotte einsetzen könnte, um absichtlich eine Umweltkatastrophe in dänischen Gewässern zu verursachen. Dies würde die wirtschaftlichen und gesellschaftlichen Kosten für Dänemark (und Europa) in die Höhe treiben, und die Folgen einer solchen Katastrophe wurden als „unüberwindbar“ bezeichnet. Durch den Einsatz von Schattenschiffen, die alt und schlecht gewartet sind, wäre es schwierig festzustellen, ob ein Unfall absichtlich herbeigeführt wurde, was ein Kennzeichen der hybriden Kriegsführung ist. Der dänische Geheimdienst hat bereits früher auf Russlands Pläne zur Sabotage kritischer Infrastrukturen als Teil seiner breiteren hybriden Taktik hingewiesen.
Aufgrund rechtlicher und praktischer Beschränkungen ist es für die dänischen Behörden schwierig, die russischen Schattenschiffe daran zu hindern, in dänische Gewässer einzudringen. Nach dem Kopenhagener Konvention von 1857 ist Dänemark rechtlich verpflichtet, Schiffen die freie Durchfahrt durch seine Gewässer zu gestatten, was bedeutet, dass Schattenschiffen der Zugang nicht verweigert werden kann, solange sie keine konkrete und unmittelbare Bedrohung darstellen. Auch das Seerechtsübereinkommen der Vereinten Nationen (UNCLOS III) erlaubt die freie Durchfahrt. Allerdings gilt das SRÜ nicht für Meerengen, in denen seit langem bestehende Verträge gelten, und die dänische Regierung behauptet, dass die Kopenhagener Konvention von 1857 gemäß Artikel 35 als ein solcher Vertrag gilt, was bedeutet, dass Teil III, Abschnitt 2 des SRÜ in der Dänischen Meerenge nicht gilt Allerdings gibt es keinen signifikanten Unterschied zwischen der Kopenhagener Konvention und UNCLOS III. Nach der Kopenhagener Konvention ist die Aufnahme von Lotsen freiwillig. Die EU hat darauf gedrängt, dass Dänemark den Schiffen die Durchfahrt durch seine Gewässer untersagt, doch ist dies keine rechtlich tragfähige Lösung, da Dänemark einen sehr guten Grund braucht, um die Schiffe zu blockieren.
Die dänischen Behörden haben versucht, das Problem auf verschiedene Weise anzugehen. Die dänische Seeschifffahrtsbehörde hat die Pflicht der Lotsen zur Meldung von Defekten und Mängeln an Schiffen weiter verschärft, während der dänische Verteidigungsministerium verdächtige Schiffe überwacht. Die Regierung hat auch Pläne zur Verbesserung der Prävention von Umweltverschmutzungen in die Wege geleitet, da die derzeitigen Schiffe veraltet und unzureichend sind, um große Ölverschmutzungen oder andere schwere Unfälle zu bewältigen – diese Pläne sind jedoch bis Dezember 2024 noch nicht abgeschlossen. Der dänische Außenminister Lars Løkke Rasmussen sagte: „Es besteht ein breiter Konsens darüber, dass die dunkle Flotte ein internationales Problem ist und dass internationale Lösungen erforderlich sind“. Am 16. Dezember 2024 kündigte Dänemark zusammen mit der Koalition der nordisch-baltischen Acht sowie mit Deutschland und dem Vereinigten Königreich neue Maßnahmen zur Bekämpfung der russischen Schattenflotte an. Die neuen Maßnahmen sehen vor, dass „die jeweiligen Seebehörden von mutmaßlichen Schattenschiffen bei der Durchfahrt durch den Ärmelkanal, die dänische Meerenge des Großen Belts, den Öresund zwischen Dänemark und Schweden und den Finnischen Meerbusen einen entsprechenden Versicherungsnachweis verlangen“. Das dänische Außenministerium erklärte, diese neue Maßnahme sei das Ergebnis der Zusammenkunft Dänemarks mit dieser Koalition im Jahr 2024, um die Möglichkeiten im Rahmen des internationalen Rechts zu prüfen, um den Herausforderungen im Zusammenhang mit der Schattenflotte zu begegnen.

## Venezuela und Kuba

### Kontext
Sanktionen können schwerwiegende Folgen für die betroffenen Länder haben, vor allem für Länder wie Venezuela und Kuba, die in hohem Maße von Ölexporten und -importen abhängig sind. Venezuela ist in hohem Maße von Ölexporten abhängig, um seine Wirtschaft aufrechtzuerhalten, so dass diese Exporte trotz internationaler Sanktionen unbedingt fortgesetzt werden müssen. Durch die Verhängung von Sanktionen gegen den südamerikanischen Kontinent sind zahlreiche Schiffe aufgetaucht, die häufig nicht den Vorschriften entsprechen.

### US-Sanktionen gegen den venezolanischen Ölhandel
Am 5. April 2019 verhängte das US-Finanzministerium Sanktionen gegen Unternehmen, die trotz bestehender Sanktionen weiterhin mit Öl aus Venezuela handelten. Der Handel fand vor allem zwischen zwei stark sanktionierten Ländern statt: Venezuela und Kuba. Das an dieser Transaktion beteiligte Schiff wurde als Despina Andrianna identifiziert, die mit Ballito Bay Shipping Incorporated und ProPer In Management Incorporated verbunden war. Nachdem die Despina Andrianna von der US-Regierung auf die schwarze Liste gesetzt worden war, wurde sie noch im selben Jahr von verschiedenen Websites zur Schiffsverfolgung als „außer Betrieb“ gemeldet. Zuletzt wurde sie jedoch am 8. Oktober 2023 in der Nähe des Hafens von Sankt Petersburg, Russland, geortet.

### Zwischenfälle mit venezolanischen Öltanker
Ein Schiff mit dem Namen Liberty, das Öl aus Venezuela transportierte, wurde in der Nähe der Küste Indonesiens auf Grund gesetzt. Die über 23 Jahre alte Liberty war bei Inspektionen in den Jahren 2017 und 2019 als hochriskant eingestuft worden. Außerdem war ein anderes Schiff mit dem Namen Petition, das venezolanisches Öl transportierte, in eine Kollision mit einem anderen Schiff im Hafen von Cienfuegos auf Kuba verwickelt. Beide Schiffe haben in der Vergangenheit Sanktionen umgangen, was auf anhaltende Bemühungen zur Umgehung von Beschränkungen hinweist und ein wiederkehrendes Muster in den Strategien der sanktionierten Länder erkennen lässt.

### Weiterreichende Auswirkungen von Sanktionen
Das US-Finanzministerium hat hervorgehoben, dass die Beziehungen zwischen sanktionierten Ländern wie Kuba und Venezuela über den wirtschaftlichen Handel hinausgehen. Im Tausch gegen Öl leistet Kuba einen finanziellen Ausgleich und entsendet militärisches und medizinisches Personal, politische Berater und tauscht nachrichtendienstliche Informationen mit dem Maduro-Regime aus. Diese Verflechtung zeigt die komplexe Natur der Sanktionen und ihre umfassenderen geopolitischen Auswirkungen.

### Netzwerk zur Umgehung von Sanktionen
In einem Bericht des US-Finanzministeriums aus dem Jahr 2021 werden mindestens drei Personen, sechs Schiffe und vierzehn Unternehmen genannt, die in den illegalen Rohölhandel mit Venezuela verwickelt sind. Die Komplexität dieser Operationen wird durch die Beteiligung von fünf Unternehmen aus mehreren Ländern unterstrichen: Jambanyani Safaris in Simbabwe, D'Agostino & Company, Ltd in Venezuela, Catalina Holdings Corp und 82 Elm Realty LLC in New York City und Element Capital Advisors Ltd in Panama. Diese Unternehmen sind alle mit einer Schlüsselperson verbunden, die enge Beziehungen zum Maduro-Regime unterhält.

### Internationale Unterstützung bei der Umgehung von Sanktionen
Russland und China haben bei der Umgehung der US-Sanktionen gegen Venezuela eine wichtige Rolle gespielt. Beide Länder haben verschiedene Formen der Unterstützung bereitgestellt, die von technologischer Hilfe bis zu finanzieller Unterstützung reichen.

#### Technologische Unterstützung durch China
China ist seit Jahren ein wichtiger Partner für Venezuela, der Technologie und Fachwissen zur Verfügung stellt. Im Jahr 2017 wurde der chinesische Technologieriese ZTE mit der Entwicklung neuer Identifikations-Chipkarten im Rahmen einer 70 Millionen Dollar teuren Regierungsinitiative beauftragt, die darauf abzielt, die nationale Sicherheit durch Überwachung und Kontrolle des Verhaltens der Bürger zu verbessern. Dieser Schritt war Teil umfassenderer Bemühungen, die Kontrolle der Regierung zu konsolidieren und die Überwachungsmöglichkeiten in Venezuela zu verbessern.

#### Finanzielle Unterstützung durch Russland
In ähnlicher Weise hat auch Russland Venezuela erhebliche finanzielle Unterstützung zukommen lassen. Im Jahr 2018 bemühte sich die Evrofinance Mosnarbank, eine in Moskau ansässige Bank, die sich hauptsächlich im Besitz von Unternehmen befindet, die direkt mit der russischen und venezolanischen Regierung verbunden sind, um die Finanzierung der von Venezuela ausgegebenen staatlichen Kryptowährung Petro. Diese Initiative zielte darauf ab, Venezuela ein alternatives Mittel zur Durchführung von Transaktionen und zur Umgehung der durch die US-Sanktionen auferlegten finanziellen Beschränkungen zu bieten. Trotz dieser Bemühungen wurde die Petro-Kryptowährung als weitgehend erfolglos eingestuft.

## Iran

### Kontext
Der Iran ist eines der am stärksten mit Sanktionen belegten Länder der Welt. Das Ausmaß der gegen das Land verhängten Sanktionen spiegelt sich allein in der Tatsache wider, dass es von der UNO, den USA und der EU ins Visier genommen wurde. Darüber hinaus werden sie aus einer Vielzahl von Gründen verhängt. Besondere Anziehungskraft hatten die von den Vereinten Nationen zwischen 2006 und 2015 verhängten Sanktionen wegen des iranischen Atomprogramms und wegen Verstößen gegen den Atomwaffensperrvertrag. Da sich die USA 2018 aus dem Abkommen zur Aufhebung vieler Sanktionen zurückgezogen haben, ist der Iran wieder stark von (sekundären) US-Sanktionen betroffen. Andere Sanktionen, z. B. einige der EU, beziehen sich auf Menschenrechtsverletzungen im Iran und seine Unterstützung des russischen Überfalls auf die Ukraine. Die Sanktionen gegen den Iran sind somit komplex und vielseitig, bleiben aber aktiv. Es wirkt sich massiv auf die lebenswichtigen Ölexporte und die Schifffahrtsindustrie des Landes aus, so dass die Aufrechterhaltung einer Schattenflotte ein wesentlicher Bestandteil der iranischen Sanktionsumgehung geworden ist.

### Auswirkungen der Sanktionen
Die Resolution 1929 des UN-Sicherheitsrates aus dem Jahr 2010 geht im maritimen Bereich deutlich strenger gegen Iran vor und verschärft frühere Sanktionen aus dem Jahr 2006 insofern, als sie beispielsweise Inspektionen von Schiffen, die im Verdacht stehen, Ladung im Zusammenhang mit verbotenen Aktivitäten zu befördern, auch auf hoher See und nicht nur in den Hoheitsgewässern der Mitgliedstaaten erlaubt. Außerdem wurde die Möglichkeit, mit iranischen Schiffen und Öltankern Handel zu treiben, eingeschränkt. Die Gelder und Vermögenswerte der Islamic Republic of Iran Shipping Lines (IRISL) wurden eingefroren und die Wartung iranischer Schiffe unterbunden. Da die Handlungsfähigkeit Irans unter diesen Umständen eingeschränkt war und Regime wie das iranische auf die Umgehung von Sanktionen angewiesen sind, würde eine Schattenflotte eine Möglichkeit bieten, die Wirtschaft und das Waffenprogramm des Landes am Leben zu erhalten, da insbesondere letzteres von ausländischen Lieferungen bestimmter kritischer Güter und von Gütern mit doppeltem Verwendungszweck abhängt. Obwohl die UN-Resolution 1929 nach dem JCPOA im Jahr 2016 außer Kraft getreten ist, zeigt sie sehr gut, wie die Sanktionen die Möglichkeiten Irans, im maritimen Bereich zu operieren, eingeschränkt haben. Der Iran sieht sich bis heute mit solchen Härten konfrontiert, da andere, ähnliche, aber einseitige Sanktionen in Kraft bleiben. Am wichtigsten ist jedoch, dass die Sanktionen gegen den Seeverkehr die iranischen Ölexporte über die Seewege eingeschränkt haben. Da der Iran ein führender Anbieter von Rohöl für die Weltmärkte ist und für seinen wirtschaftlichen Wohlstand in hohem Maße auf diese Ausfuhren angewiesen ist, wurde er von diesen Maßnahmen hart getroffen.

### Vorfälle
Der Einsatz von hochgradig veralteten Schiffen ist nicht ohne Risiko, wie zum Beispiel der tödliche Unfall der Sanchi zeigt. Bei diesem Vorfall im Januar 2018 kollidierte die Sanchi, ein Tanker der National Iranian Tanker Company (NITC) unter der Flagge Panamas auf dem Weg nach Südkorea, im Ostchinesischen Meer mit dem Frachtschiff CF Crystal, wobei alle 32 Besatzungsmitglieder der Sanchi ums Leben kamen und Gerüchte über das wahre Schicksal des Schiffes aufkamen, von denen einige auf Nordkorea hindeuteten. Ein weiteres Beispiel dafür, dass Schattentanker, die iranisches Rohöl transportieren, Risiken bergen, war der Unfall der MT Pablo vor der malaysischen Küste im Mai 2023. Das Schiff wurde von Explosionen und einem Feuerausbruch heimgesucht, wobei drei Besatzungsmitglieder vermisst wurden. Auf dem Rückweg von einer Lieferung nach China hatte das Schiff glücklicherweise zum Zeitpunkt des Unfalls kein Öl geladen, so dass eine größere Umweltkatastrophe ausgeschlossen werden konnte. Die Vorfälle weisen viele Merkmale auf, die typischerweise mit der Umgehung von Sanktionen auf See in Verbindung gebracht werden: ein alter Tanker, der sich im Besitz von Briefkastenfirmen befindet, dessen Namen sich ändert und der unter der Flagge von Staaten fährt, die die Vorschriften nur unzureichend durchsetzen können, und der ohne eine wirksame Versicherung fährt. In dieser Situation ist beispielsweise der Verbleib der Pablo unklar, da im Falle eines Zwischenfalls normalerweise der Versicherer für die Beseitigung und das Wrack eines Schiffes verantwortlich ist. Die Sanktionen haben jedoch auch den Abschluss von Versicherungen untersagt.

### Sanktionsumgehung

#### Versicherungen
Das Verbot von Schiffsversicherungen, einem westlich dominierten Markt, für Unternehmen, die am iranischen Öl- und Ladungshandel beteiligt sind, hat die Fähigkeit des Irans, Waren und vor allem Öl zu exportieren, spürbar beeinträchtigt. Allerdings wurden innerhalb und außerhalb des Irans schnell Alternativen geschaffen, um die Abhängigkeit von diesen Versicherern zu beenden und den Ölhandel einigermaßen am Laufen zu halten. Asiatische Empfängerländer iranischen Rohöls wie China, Indien, Japan und Südkorea (die beiden letztgenannten interessanterweise trotz ihres festen Bündnisses mit dem Westen) begannen, neuartige iranische Versicherungen für Öltransporte zu akzeptieren (z. B. Moallem Insurance Company oder Kish P&I), führten eigene staatlich unterstützte Versicherungssysteme ein oder wendeten sogar beide Methoden an, um laufende Lieferungen iranischen Rohöls in ihre Länder zu ermöglichen.

#### Verschleierung
Schiffe, die iranisches Rohöl transportieren, wenden oft noch mehr Techniken an, um ihre tatsächlichen Aktivitäten zu verschleiern. Eine beliebte Technik, um auf See unentdeckt zu bleiben, ist das Abschalten des AIS, wie oben erläutert. Im Fall Sanchi wurde berichtet, dass die AIS-Übertragung unterbrochen wurde, ohne dass dafür ein offizieller oder definitiver Grund angegeben wurde. Andere Quellen bestätigen, dass das Ausschalten von Transpondern oder das Senden von gefälschten Kommunikationssignalen eine gängige Praxis iranischer Sanktionsumgehungen ist. Es gibt Fälle, in denen Schiffe, die mit dem Iran in Verbindung stehen, ihr AIS ausgeschaltet und sogar von einem anderen Schiff übernommen hatten (eine Praxis, die als „Spoofing“ bezeichnet wird), wobei die Schiffe unter falscher Identität fuhren. Diese AIS-Manipulation wurde dann genutzt, um heimlich riskante Schiff-zu-Schiff-Verladungen durchzuführen, eine weitere beliebte Technik zur Umgehung von Sanktionen, die auch der Iran benutzt. Der Iran scheint also die oben beschriebenen, weit verbreiteten Methoden zur Verschleierung von Lieferungen anzuwenden. Darüber hinaus „haben iranische Ölhändler auch gefälschte Dokumente verwendet, um die Sanktionen zu umgehen, indem sie irakische Dokumente fälschten, um den Anschein zu erwecken, dass es sich bei iranischem Öl um irakisches Öl handelt, und es dann auf dem Weltmarkt verkauften. Diese Methode wird in Verbindung mit Schiff-zu-Schiff-Verladungen angewandt, bei denen iranisches Öl auf ausländische Schiffe umgeladen wird, ohne im Hafen anzulegen“. In Bezug auf Containerfracht hat der Iran inzwischen von der Praxis Gebrauch gemacht, Farben und eindeutige Seriennummern (den so genannten BIC-Code) von Schiffscontainern nicht-iranischer Unternehmen zu enteignen. Auch die Eigentumsverhältnisse der IRISL-Schiffe wurden angeblich geändert.

#### Ausländische Komplizen
Während „eine einfache und weniger kostspielige Methode für den Iran darin bestand, seine eigenen Tanker oder gemietete Schiffe für den Transport von Erdöl ins Ausland zu nutzen“, erfordern Schiff-zu-Schiff-Verladungen häufig die Vermittlung durch ausländische Akteure. Es gibt eine Auswahl solcher bekannter Fälle: In einem „hat der Iran den Hafen von Labuan in Ostmalaysia genutzt und wird dies möglicherweise auch weiterhin tun, um internationale Sanktionen zu umgehen, indem er mitten in der Nacht Öl von Schiff zu Schiff auf schwimmende Lagerschiffe umlädt. Anschließend wird das Öl im Rahmen einer komplexen Reihe von Verladungen zwischen Unternehmen über mehrere Unternehmen verkauft“. In einem anderen Fall kaufte eine bahrainische Tochtergesellschaft von Vitol 2 Millionen Barrel Öl im Rahmen eines Schiff-zu-Schiff-Verladung vor dem malaysischen Hafen von Tanjung Pelepas. Interessanterweise ereignete sich der Pablo-Zwischenfall ebenfalls in malaysischen Gewässern, da diese offenbar ein Hotspot für solche Schiff-zu-Schiff-Verladungen sind. Schließlich wurde der griechische Staatsangehörige und Schifffahrtsunternehmer Dimitris Cambis von den US-Behörden beschuldigt, „mindestens acht Öltanker im Namen des Iran gekauft, iranisches Öl durch Schiff-zu-Schiff-Verladung übernommen und das Öl an internationale Kunden verkauft zu haben, die nichts von der Herkunft des Öls wussten“.
Von größter Bedeutung sind natürlich die Länder, die iranisches Rohöl importieren, von denen China der größte Abnehmer ist. Es ist sogar von einem „maritimen Taschenspielertrick“ die Rede, „mit dem China seine Ölimporte aus dem Iran tarnen könnte, indem es direkte Mittel, Schiffsverladungen und Dritte nutzt“. Solche Drittparteien umfassen eine Reihe von Ländern „vom Irak und Kuwait im Nahen Osten bis Malaysia und Vietnam in Südostasien und von Russland und Kasachstan in Zentralasien bis Sri Lanka und Bangladesch in Südasien“, die „im Wesentlichen den Weg für chinesische Ölfirmen ebnen könnten, iranisches Rohöl fälschlicherweise umzufirmieren und es irgendwo auf dem chinesischen Festland zu versenden“. Fälle wie die iranisches Rohöl transportierende Pacific Bravo, die 2019 ungehindert in Hongkong andockt oder die Bank of Kunlun, die nachweislich direkte Geschäfte zwischen China und dem Iran ermöglicht zeigen aber auch eine zum Teil unverhohlene Ignoranz Pekings gegenüber den Sanktionen gegen den Iran.
Es fällt auf, dass der Iran die Sanktionen oft in Kooperation mit Ländern umgeht, die ebenfalls angespannte Beziehungen zum Westen haben, mit kleineren Ländern, die auf bloße Einnahmen aus sind, oder mit Staaten, die vermeintlich die Welt in Richtung einer multipolaren Ordnung manövrieren wollen. Erwähnenswert ist beispielsweise nicht nur die (maritime) Zusammenarbeit des Irans mit China, sondern auch mit anderen sanktionierten Staaten wie Russland und Venezuela. Die NGO „United Against Nuclear Iran“ (UANI) spricht beispielsweise von der „Maduro-Khamenei Oil Alliance“. Indien, das Wert auf eine unabhängige Außenpolitik legt, auch gegenüber dem Westen, ohne jedoch mit ihm in Konflikt zu geraten, vereinbarte mit dem Iran den Ausbau des Hafens Tschahbahar.

#### Beflaggung
Es wäre falsch anzunehmen, dass alle Schiffe, die iranische Fracht transportieren, auch unter iranischer Flagge fahren. UANI listet Hunderte von Schiffen auf, die im Verdacht stehen, in den Transfer von iranischem Rohöl verwickelt zu sein, und nennt sie „The Ghost Armada“. Unter den häufigsten Flaggenstaaten für den Iran ist Panama der mit Abstand wichtigste, gefolgt von Ländern wie Vietnam, Kamerun, den Komoren, den Cookinseln, Gabun, Hongkong und Liberia. Die UANI soll auch eine wichtige Rolle spielen, indem sie diese Schiffe bei bekannten Akteuren aufdeckt, sich dafür einsetzt, dass keine Geschäfte mehr mit ihnen getätigt werden, und fordert, dass sie ausgeflaggt werden, was tatsächlich regelmäßig geschieht, wobei der Iran jedoch in erheblichem Maße an der Umflaggung beteiligt ist, so dass es zu einem regelrechten Versteckspiel kommt. Der Iran führt auch in betrügerischer Absicht ausländische Flaggen, zum Beispiel die von Guyana.

#### Finanzen
Neben der Bank of Kunlun ist eine weitere bemerkenswerte Bank, die dem Iran bei der Umgehung der Sanktionen geholfen haben soll, die staatlich kontrollierte türkische Halkbank Dennoch waren die Möglichkeiten des Irans, an den Weltmärkten teilzunehmen, eingeschränkt, da er zwar Zahlungen in Lira, Renminbi oder Rupien erhielt, nicht aber in US-Dollar, der Hauptwährung des internationalen Handels, zu der die Iraner aufgrund der Finanzsanktionen dauerhaft keinen Zugang haben. Um Zahlungen für sanktionierte Exporte zu erhalten, soll der Iran daher auf unkonventionelle Methoden wie das regionale Hawala-System und Tauschhandel zurückgegriffen haben. Wie auch immer, Gold scheint eine besondere Rolle dabei zu spielen, wie der Iran den vom Westen kontrollierten Zugang zu harter Währung umgeht. Energieressourcen werden gegen Gold getauscht oder Gold wird in lokalen Währungen gekauft: Ein besonders beliebter Weg, harte Währungen zu erhalten, führte offenbar über die Türkei, wo Gold für Lira gekauft und dann nach Dubai ausgeflogen werden konnte. Dubai als Handelszentrum, Offshore-Finanzzentrum, Hafenstadt und aufgrund seiner geografischen Nähe stellt für den Iran traditionell eine willkommene Gelegenheit dar, sich bei der Umgehung von Sanktionen zu bedienen. In den VAE konnte das Gold aufgrund laxer Vorschriften leicht gegen Dollar verkauft werden. „Mit über 8.000 in iranischem Besitz befindlichen Unternehmen, die von Dubai aus operieren, und mehr als 200 Schiffen, die täglich in den Iran auslaufen, kann fast alles, was nach Dubai gebracht werden kann, heimlich wieder in den Iran verschifft werden“. Der Druck der USA auf die in den VAE ansässigen Iran-Geschäfte führte jedoch angeblich auch zu einer Verlagerung des Umschlags auf türkische und südostasiatische Häfen.
Auf individueller Ebene gibt es bemerkenswerte Verbindungen zu einem türkisch-iranischen Geschäftsmann namens Reza Zarrab, der als Schlüsselperson hinter einem Gas-für-Gold-Schema zwischen der Türkei und dem Iran gilt. Eine weitere bemerkenswerte Person in diesem Zusammenhang ist Babak Sandschani, der „um der iranischen Regierung zu helfen, mehr Ladungen ihres sanktionierten Öls zu exportieren […], im Grunde ein Netzwerk von mehr als 60 in den VAE, der Türkei und Malaysia registrierten Unternehmen genutzt hat. Um mehr Rohöl zu verkaufen, war es ihm gelungen, die Herkunft des iranischen Öls zu verschleiern“, wodurch es möglich wurde, es zu vermitteln was auf die Bedeutung von Scheinfirmen für die iranische Schattenflotte hinweist: „Im Transportsektor erschwert die undurchsichtige Natur der Schifffahrtsindustrie die Rückverfolgung verdächtiger Waren und Schiffe. Der Einsatz bisher unbekannter Unternehmen durch den Iran erregt in der Schifffahrtsbranche in der Regel kein Aufsehen, anders als im Finanzsektor, wo verdächtige Scheinfirmen sofort aufgedeckt werden.“ Das Korps der Iranischen Revolutionsgarde gründete beispielsweise die Mehdi Group in Indien, die Schiffe und Finanzgeschäfte abwickelte und „den Weg für Irans informelle Ölgeschäfte mit anderen Nationen, einschließlich China“, ebnete.

## Die Rolle der westlichen Staaten

### Kontext
Die EU und die USA haben seit langem Wirtschaftssanktionen gegen den Seehandel verschiedener Länder verhängt. Diese Sanktionen begannen mit Maßnahmen gegen Nordkorea, Venezuela und den Iran und haben sich seit dem Einmarsch Russlands in die Ukraine Anfang 2022 auf dieses Land ausgeweitet. Diese Sanktionen haben zu einem enormen Anstieg der Nutzung von Schattenflotten als Mittel zur Umgehung der Sanktionen geführt.

### Sanktionen gegen Russland
Kurz nach dem russischen Einmarsch in der Ukraine Anfang 2022 verhängten die USA einen vollständigen Einfuhrstopp für Öl. Die EU reduzierte die Rohstoffeinkäufe von ursprünglich 45 Prozent russischen Öls auf nur noch 5 Prozent. Als Teil ihrer Sanktionen verhängten die EU und die G7 gemeinsam einen Höchstpreis von 60 USD pro Barrel für russisches, auf dem Seeweg transportiertes Öl. Eine Preisobergrenze wurde von vielen als Möglichkeit angesehen, beide Seiten auszuspielen: die Stabilisierung der weltweiten Ölpreise und die Begrenzung der Einnahmen Russlands, die in seine militärischen Operationen fließen würden.

### Durchsetzung von Sanktionen
Es gibt mehrere Gründe, warum es für die westlichen Länder schwierig ist, diese Sanktionen durchzusetzen und sicherzustellen, dass die Maßnahmen die gewünschte Wirkung haben. Erstens wird die Bereitschaft der USA und der EU, diese Sanktionen durchzusetzen, durch gegensätzliche Interessen und Konsequenzen bei sanktionswidrigen Aktivitäten erschwert. Wie Stockbruegger feststellt, „haben die westlichen Staats- und Regierungschefs Gründe, um sicherzustellen, dass das russische Öl weiter fließt“. Um dieses Gleichgewicht zwischen den beiden Ergebnissen zu finden, treffen sich Beamte regelmäßig, um sicherzustellen, dass die Preisobergrenze „mindestens 5 % unter dem durchschnittlichen Marktpreis“ bleibt. Der Wunsch des Westens, die weltweiten Ölpreise zu stabilisieren, hat die russischen Einnahmen direkt erhöht, da die USA Unternehmen dazu ermutigt haben, in die russische Ölindustrie zu investieren und sich dort in verschiedenen Formen wieder zu engagieren, sowohl um „die Lieferungen stabil zu halten als auch um eine gewisse Kontrolle über Moskaus Exporte wiederzuerlangen“. Zweitens konnte Russland, obwohl die EU anfangs der größte Importeur von russischem Öl war und die Nachfrage infolgedessen zurückging, weitere Absatzmärkte für seine Ressourcen finden, wobei China und Indien die EU als größte Abnehmer ablösten. Drittens erhält Russland trotz des Verkaufspreises seiner Barrel für 35 bis 45 Dollar an nicht-westliche Länder rund 80 Dollar zurück, was auf hohe Transport-, Versicherungs- und Logistikkosten schließen lässt, die alle von den russischen Betreibern getragen werden. Dies ist auf den Massenexodus der westlichen Unternehmen zurückzuführen, die diese Dienstleistungen zuvor angeboten hatten. Infolgedessen sind die russischen Öl- und Gaseinnahmen trotz eines anfänglichen Einbruchs von 60 Prozent im Jahr 2024 wieder auf fast das Doppelte des Vorjahres angestiegen.

## Risiken
Neben den geopolitischen Herausforderungen und politischen Risiken bergen Schattenflotten zusätzliche Risiken für die Umwelt, die Sicherheit der Menschen, die Sicherheit des Personals und der Schiffe auf See sowie für kommerzielle und wirtschaftliche Interessen.

### Risiken in der Handelsschifffahrt

#### Einhaltung der Vorschriften und Sorgfaltspflicht
Die Risiken der kommerziellen Schifffahrt beziehen sich auf die wirtschaftlichen und rechtlichen Sanktionen, denen sich private Schifffahrtsunternehmen gegenübersehen, die sich möglicherweise unwissentlich an Sanktionsverstößen auf See beteiligen oder für die Kosten von Unfällen aufkommen, die von Schattenschiffen verursacht werden. Wenn Briefkastenfirmen, Identitätswäschestrategien und Versicherungsbetrug eingesetzt werden, können die Beteiligten – einschließlich Banken und Reedereien – zivilrechtlich belangt werden. Dies führt zu hohen Anforderungen an die Einhaltung der Vorschriften und die Sorgfaltspflicht.
Dies hat dazu geführt, dass die Industrie mit Überwachungs-, Selbstkontroll- und Durchsetzungsaufgaben betraut wird, z. B. mit der Überwachung der Abschaltung des AIS oder der Umflaggung. Die vorgeschlagenen Anreize und zivilrechtlichen Sanktionen haben zu höheren Kosten für die Unternehmen geführt.

#### Versicherung und Verluste
Da Schattentanker ohne westliche Versicherung fahren, stellen sie die Länder, in deren Gewässern es zu Unfällen kommen kann, vor finanzielle Probleme. Um für die Schäden aufzukommen, müssen dann staatliche Gelder oder die Versicherung eines anderen Schiffes in Anspruch genommen werden. Dieses Risiko ist mit Umweltrisiken verknüpft. So müssen beispielsweise Ölverschmutzungen in finnischen Gewässern aufgrund der fehlenden Versicherung und der unbekannten Eigner dieser Schiffe von den finnischen Behörden und ihren Steuerzahlern bezahlt werden. Dies ist ein ernstes Problem, zumal „fast drei Viertel aller russischen Rohölströme auf dem Seeweg im August 2023 ohne westliche Versicherung unterwegs waren“. Es wurde festgestellt, dass „sich bereits etwa vier Dutzend Zwischenfälle mit mutmaßlichen Schattenschiffen ereignet haben“, bei denen es zu Unglücken wie Bränden, Maschinenausfällen, Kollisionen, Verlust von Steuerraum und Ölverschmutzung kam.

#### Sicherheit an Bord
Die Schattenflotten haben negative Auswirkungen, die die Sicherheit von Personal und Material an Bord dieser alten und schlecht gewarteten Schiffe gefährden. Die Fälle der MT Pablo und der Sanchi zeigen, wie Seeleute bei der Fahrt auf dunklen Schiffen zu Schaden kommen können. Zumindest im Fall der Sanchi wurde berichtet, dass die Besatzungsmitglieder nicht wussten, dass sie an illegalen Aktivitäten beteiligt waren. Ein verlassenes, schwimmendes Wrack wie das der MT Pablo ist inzwischen eine Gefahr für den Schiffsverkehr.

### Umweltrisiken
Ein Zusammenstoß von Öltankern das Auslaufen von Öl stellt ein großes Umweltrisiko für die umliegenden Gewässer und Ökosysteme dar. Es gibt mehrere Faktoren, die das Risiko solcher Schiffsunfälle erhöhen, die auch für Fahrzeuge der Schattenflotte gelten. Dazu gehören:
- das Alter der Schiffe, die oft älter als 20 Jahre sind[136]
- die fehlende Regulierung der Billigflaggen der Schiffe[81]
- ein allgemein schlechter Zustand dieser Schiffe, der so weit geht, dass sie sonst recycelt werden würden[141][142]
- Riskante Ölverladungen von Schiff zu Schiff[141]
- Verweigerung von Seelotsen durch gefährliche, schwierige Gewässer[141]
- Mangel an regelmäßiger Wartung[143]

Analysen haben ergeben, dass es im Jahr 2022 mindestens acht Grundberührungen, Kollisionen oder Beinahe-Zusammenstöße gab, an denen Tanker beteiligt waren, die sanktioniertes Rohöl oder Ölprodukte transportierten; das ist die gleiche Anzahl wie in den drei vorangegangenen Jahren zusammen. Diese Art von Ereignissen hat potenziell katastrophale Folgen für die Meeresumwelt, die Besatzungen und andere Transporteure und bringt finanzielle Schäden mit sich, die von anderen Regierungen oder Versicherern übernommen werden müssen.
Auch die Küstengemeinden sind bei einem Leck gefährdet, der zu schweren Verschmutzungen und daraus resultierenden wirtschaftlichen Schwierigkeiten führen kann (Verlust von Einnahmen aus Fischerei, Tourismus usw.).
Auf dem südamerikanischen Kontinent gibt es eine beachtliche Anzahl von Schattenschiffen, die an seinen Küsten operieren. Diese Schiffe sind ein wesentlicher Bestandteil der Umgehungsstrategien von Ländern wie Venezuela und Kuba, die ihren Ölhandel trotz internationaler Beschränkungen fortsetzen. Aufgrund ihrer Geheimhaltung und schlechten Wartung stellen diese Schiffe nicht nur ein ständiges Risiko für die Umwelt, sondern auch für die Sicherheit im Seeverkehr dar

### Auswirkungen auf Bevölkerung

#### Gesundheit
Sanktionen haben tiefgreifende Auswirkungen auf die Wirtschaft der betroffenen Länder und verschlimmern häufig die bereits bestehende Notlage. Die Sanktionen gegen Venezuela haben das Wohlstand der Bevölkerung erheblich beeinträchtigt, die Kalorienzufuhr verringert, die Krankheits- und Sterblichkeitsrate erhöht und Tausende von Bürgern zur Flucht aus dem Land gezwungen. Die Abhängigkeit von Schiffen der Schattenflotte für den Ölhandel ist zwar notwendig, um die wirtschaftlichen Interessen unter den Sanktionen aufrechtzuerhalten, verkompliziert diese Probleme aber noch weiter, da Ressourcen von wichtigen öffentlichen Dienstleistungen und Infrastrukturen abgezogen werden.
Die Küstengemeinden tragen auch die Reinigungskosten, die durch mögliche Ölverschmutzungen durch Schattentanker entstehen.

#### Humanitäre Auswirkungen
Wirtschaftssanktionen, insbesondere wenn sie umfassend und weitreichend sind, stehen in der Kritik, weil sie den Zugang der Bevölkerung zu Ressourcen einschränken können, während sich die Elite durch den fortgesetzten Handel mit Luxusgütern und kritischen Ressourcen bereichert, während sie die angestrebten politischen Ziele nicht erreichen.
Diese Kritik ist eingebettet in eine breitere Debatte über die westliche Hegemonie und das Recht der internationalen Gemeinschaft, Sanktionen und wirtschaftliche Härten gegen so genannte „Schurkenstaaten“ und deren Bevölkerung zu verhängen.